# Selyeb
Selyeb là một thị trấn thuộc hạt Borsod-Abaúj-Zemplén, Hungary. Thị trấn này có diện tích 16,68 km², dân số năm 2010 là 500 người, mật độ 30 người/km².